# Малый Ржавец (Черкасская область)
Малый Ржавец (укр. Малий Ржавець) — село в Каневском районе Черкасской области Украины.
Население по переписи 2001 года составляло 291 человек. Почтовый индекс — 19033. Телефонный код — 4736.

## Местный совет
19033, Черкасская обл., Каневский р-н, c. Полствин